# Mario Ramos
Pour l'acteur, voir Mario Ramos (acteur).
Mario Ramos, né à Bruxelles (Belgique) le 7 novembre 1958 de mère belge et de père portugais, et mort à Bruxelles le 16 décembre 2012, est un illustrateur et écrivain belge de littérature jeunesse de langue française.

## Biographie
Après des études supérieures de communication graphique à La Cambre (Bruxelles), avec comme chef d'atelier Luc Van Malderen, Mario Ramos, grand admirateur de Tomi Ungerer et de Saul Steinberg, commence sa carrière professionnelle en 1983 : il réalise de nombreuses affiches, des dessins de presse, des illustrations publicitaires... Il publie également deux premiers livres chez Marc Bombaert, un petit éditeur bruxellois qui fera faillite, et pour lequel il illustre Contes et récits de Tolstoï (1986) et Zéro, un texte du contemporain Charles Prayez (1987). 
Au début des années 1990, il en a assez de la publicité et veut se consacrer exclusivement aux albums pour enfants. Les éditions Pastel, la branche belge des éditions françaises L'École des loisirs — qui resteront d'ailleurs son éditeur exclusif — lui proposent d'illustrer des textes de Rascal tels que Djabibi (1992), Orson (1993), Novembre au printemps (1994) et d'Andréa Nève, Le Dernier voyage (1994). 
Mais ce qu'il veut, c'est raconter ses propres histoires et en 1995 paraît Le monde à l'envers, où il peut imposer son univers, signant désormais seul ses albums. Près d'une trentaine suivront, traduits dans plus de vingt langues,,.
Figure de la littérature jeunesse plébiscité par le jeune public, ses personnages sont pratiquement tous des animaux comme dans les fables d'Ésope ou celles de La Fontaine, et « ses loups, cochons, singes et autres personnages font rire et réfléchir les grands et les petits dans le monde entier ».
À la surprise de tous,,, Mario Ramos s’est donné la mort par défenestration en décembre 2012.

## Récompenses
En 2001, il est lauréat du Prix Québec-Wallonie-Bruxelles de littérature de jeunesse pour son livre Le Roi est occupé. Deux ans plus tard, en 2003, il reçoit le Prix Bernard Versele pour C'est moi le plus fort, prix qu'il recevra à nouveau en 2008 pour deux ouvrages, Loup, loup, y es-tu ? et Un monde de cochons.

## Œuvres

### Comme illustrateur

#### chez Marc Bombaert, éditeur
- Contes et récits, texte de Léon Tolstoï, 1986
- Zéro, texte de Charles Prayez, 1987

#### chez Pastel éditions
- Djabibi, texte de Rascal, 1992
- Orson, texte de Rascal, 1993
- Novembre au printemps, texte de Rascal, 1994
- Le Dernier Voyage, texte d'Andréa Nève, 1994

### Comme auteur et illustrateur

#### chez Pastel éditions
- Le Monde à l'envers, 1995
- Au lit, petit monstre!, 1996
- L’éléphant et moi, Le mouton et moi, Le chien et moi, Le singe et moi, 4 albums tout carton, 1997
- Quand j’étais petit, livre animé, 1997
- Le roi est occupé, livre animé, 1998
- Le petit soldat qui cherchait la guerre, 1998
- Maman!, 1999
- Roméo et Juliette, 1999
- Nuno, le petit roi, 2000
- Valentin la terreur, 2000
- Un cadeau fabuleux, 2001
- C'est moi le plus fort, 2001
- Je ne suis pas une souris, 2002
- La Princesse Grenouille, 2003
- Mon œil !, 2004
- Tout en haut, 2005
- Un Monde de cochons, 2005
- Loup, loup ! Y es-tu ?, 2006
- C'est moi le plus beau, 2006
- Emily et Alligator, 2007
- Le Roi, sa femme et le petit prince, 2008
- Le Loup qui voulait être un mouton, 2008
- Après le travail, 2009
- Le Code de la route, 2010
- Arrête de faire le singe!, 2010
- La Peur du monstre, 2011
- Le Plus Malin, 2011
- Mon ballon, 2012
- Le petit Guili, 2013